# Corrent de Canàries

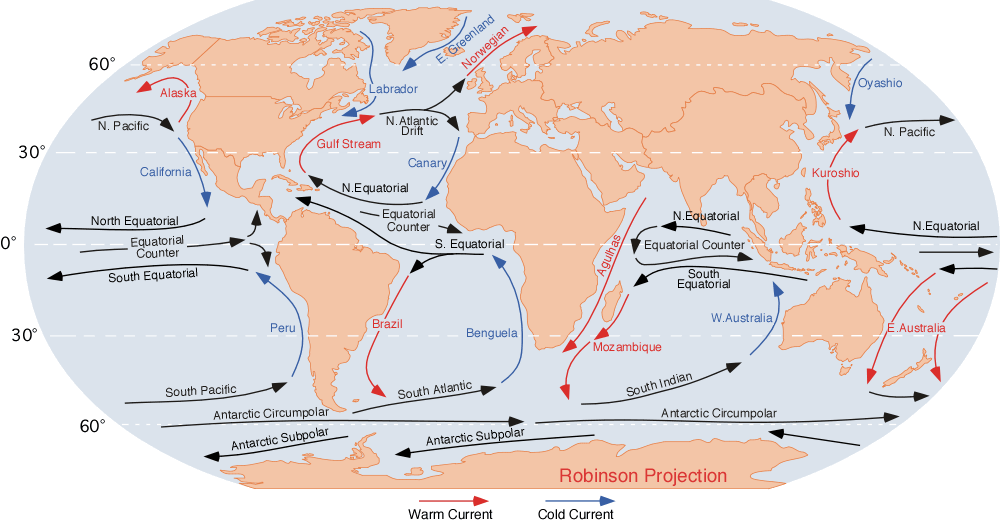
Corrents oceànics entre els quals es troba el Corrent de les Canàries (al nord-oest del continent Africà.

El corrent de les Illes Canàries, és un dels corrents marins de l'oceà Atlàntic. És un corrent d'aigües fredes i, per tant, suavitza el clima de les Illes Canàries, especialment fa més suau l'estiu respecte al que li correspondria per la seva latitud meridional.
Es creu que ja l'utilitzaven els antics fenicis, des de les costes de l'actual Marroc, per la navegació i la pesca incloent els mol·luscs del gènere Murex i el seu processat en un tint porpra a les illes Essaouira.
Amb un front marí ample d'uns 500 km manté en la seva trajectòria una direcció NE-SO. La seva velocitat de desplaçament, (25 cm/s), és relativament lenta però en introduir-se dins l'arxipèlag aquest el bloqueja i incrementa la seva velocitat fins més de 60 cm/s en les aigües interinsulars de canàries.

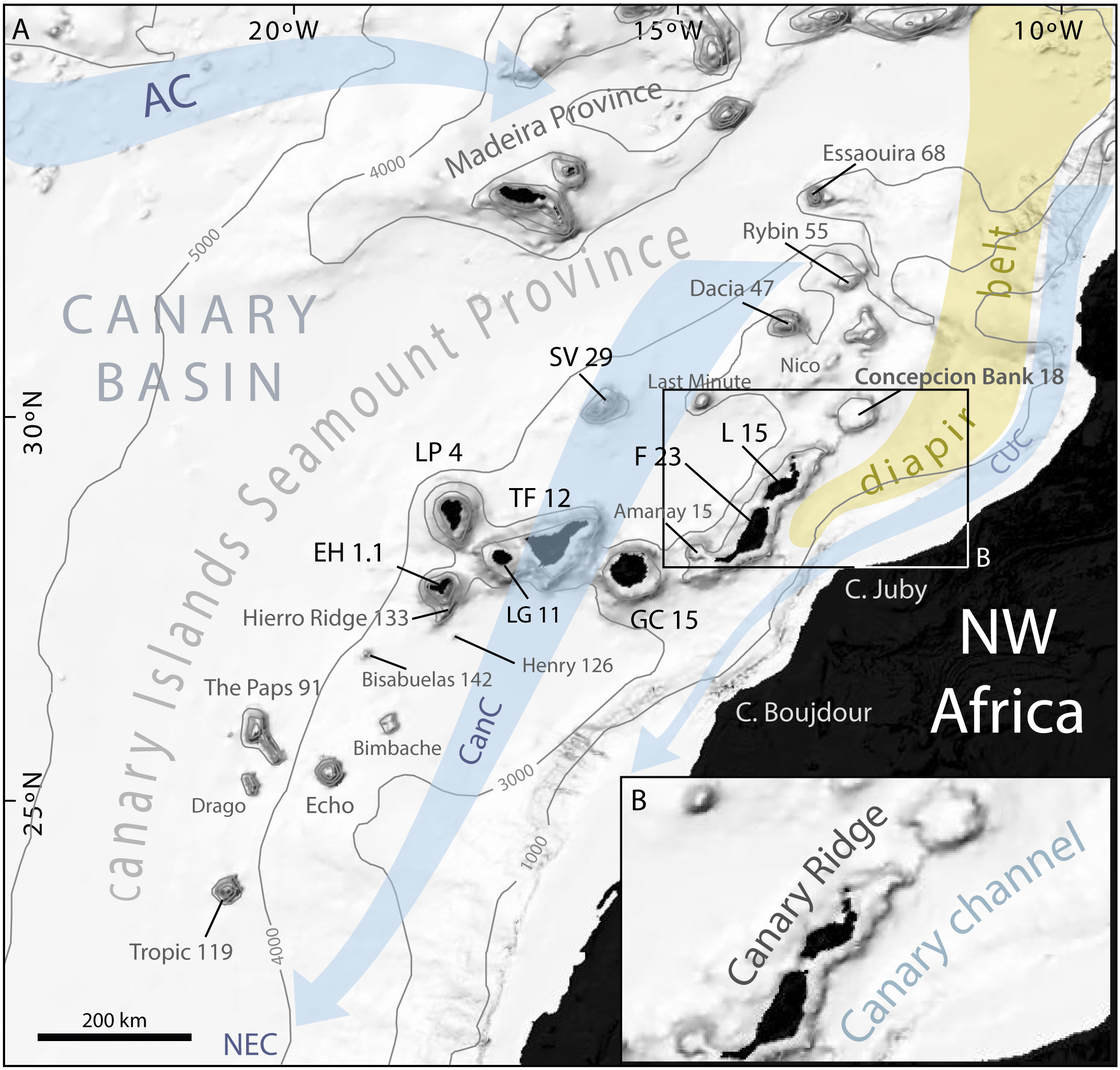
Representació del fons marí de les Illes Canàries amb l'arribada del Corrent d'Açores (AC) i el Corrent de Canàries (CanC). Noteu l'existència d'una elevació del fons marí que separa la cubeta Canària de la costa africana. CUC: Corrent d'Aflorament de Canàries.

El corrent de les Canàries constitueix la branca sud del Corrent de l'Atlàntic Nord i flueix cap al sud-oest sobre Senegal i des d'allí gira cap a l'oest.

## Aflorament
Una característica dels corrents en la seva part est és l'aflorament causat pel desplaçament de les aigües càlides superficials per les més fredes i profundes i l'enriquiment en nutrients que estimulen la producció primària. En el cas del corrent de les canàries expliquen la riquesa de la pesca en el Marroc occidental.
L'aflorament principal té lloc entre les latituds 23 i 25 °N. A Cap Blanc (Ras Nouadhibou) l'aflorament té lloc tot l'any i al nord i sud de cap blanc està limitat a l'hivern i primavera pel desplaçament cap al nord de l'Anticicló de les Açores que condueix vents equatorials. Sembla (Huntsman i Barber,1977) que els períodes de calma, després dels afloraments, també són necessaris per a la producció biològica.
El fitoplàncton de la zona es va enfonsant al fons on el consumeix el zooplàncton. El fitoplàncton quan es descompon allibera amoni que actua de fertilitzant a més de ser consumit també pel zooplàncton fent un cicle que estimula la producció primària. Barber i Smith (1981) estimen que a Cap blanc el nitrogen regenerat representa un 72% del total de nitrogen.

## Pesca
Quatre tipus de peix constitueixen el 75% del total de captures en la regió de Cap Blanc (Mann & Lazier, 1996). Clupeidae (Sardina pilchardus, la sardina comuna, i Sardinella aurita) en són els més abundants. S. pilchardus domina les aigües més fredes del nord de la zona, mentre que S. aurita domina en les aigües més càlides del sud. Els següents en abundància són Trachurus spp. i els Sparidae. Segons Ansa-Emmin (1982) el 1974, el total de pesca desembarcada arribà a 2,68 milions de tones. Prop d'1 milió eren Clupeidae amb 0,67 milions de tones de sardines.

## Contracorrent de Canàries
A la franja costanera propera al continent africà té lloc el fenomen denominat aflorament (o up-welling), que consisteix en l'ascens de les aigües fredes procedents del fons oceànic a causa del moviment de rotació terrestre d'oest a est, el qual obliga a dit ascens per l'efecte del pla inclinat del talús continental africà. Els vents de l'est i nord-est també contribueixen a aquest aflorament o "upwelling" de les aigües oceàniques pel desplaçament de les aigües superficials oceà endins, ja que aquest desplaçament mar endins incrementa l'ascens d'aigües profundes que van reemplaçant les aigües superficials que es mouen precisament mar endins. Aquestes aigües, profundes i fredes, es caracteritzen entre altres qüestions per ser molt riques en nutrients. Això comporta un augment de la producció de fitoplàncton i conseqüentment una major presència d'altres espècies marines a les costes saharianes.
El corrent superficial causat per l'aflorament flueix d'est a oest (específicament, de nord-est a sud-oest); la seva influència pel que fa a l'aportació de nutrients és més notable en les costes africanes i en les costes orientals de Fuerteventura i Lanzarote.Aquest contracorrent té uns 200-300 metres de fondària entre Cap Verd i Cap Bojador. Manté una velocitat màxima inferior, de 15 cm/s, al Corrent de les Canàries amb un front de 40 km que discorre molt proper a la costa africana.